# Incilius macrocristatus
Incilius macrocristatus är en groddjursart som först beskrevs av I. Lester Firschein och Smith 1957.  Incilius macrocristatus ingår i släktet Incilius och familjen paddor. IUCN kategoriserar arten globalt som sårbar. Inga underarter finns listade i Catalogue of Life.